# Alexander Alexandrowitsch Scharow

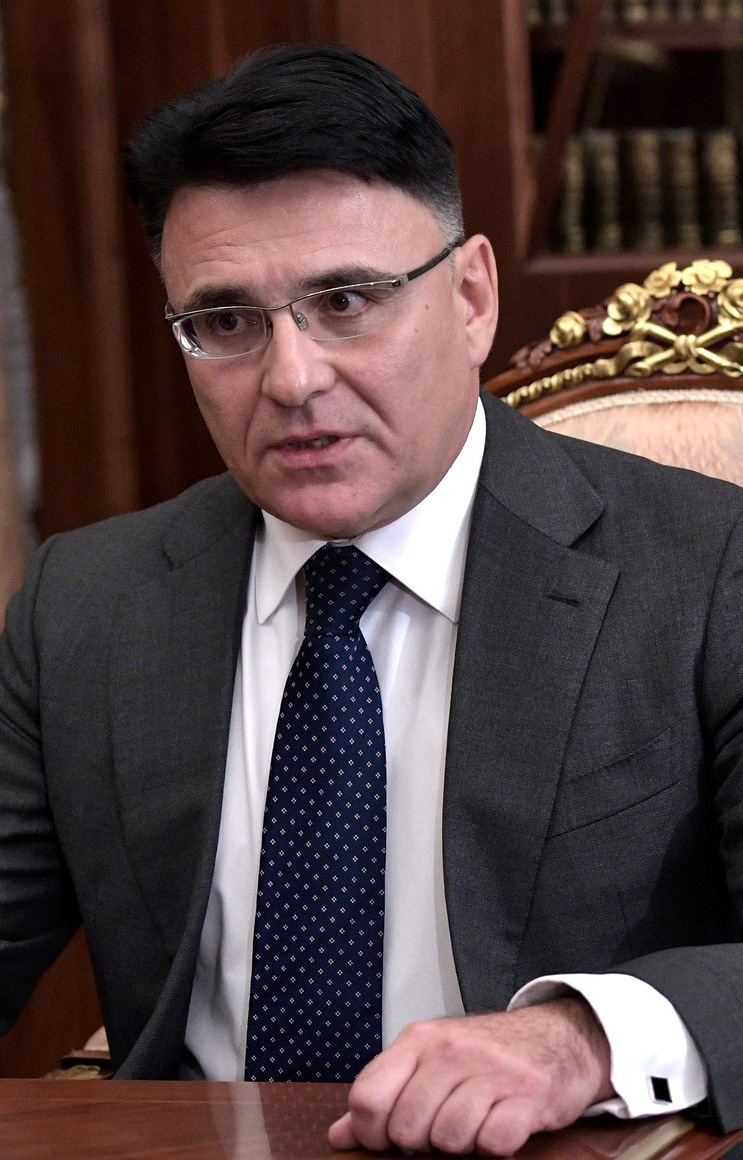
Scharow 2018

Alexander Alexandrowitsch Scharow (russisch Александр Александрович Жаров; * 11. August 1964 in Tscheljabinsk, Sowjetunion) ist ein russischer Politiker. Er war 2012 bis 2020 Vorsitzender der Roskomnadsor, der staatlichen Überwachungsbehörde für Massenmedien und Internet. Er bekleidet den Rang eines Wirklichen Staatsrats 1. Klasse der Russischen Föderation.

## Leben
Scharow studierte in Tscheljabinsk Medizin und graduierte 1987. Er spezialisierte sich als Anästhesiologe und Notarzt und arbeitete im Tscheljabinsker Kreiskrankenhaus von 1987 bis 1996.
1997 zog er nach Moskau und arbeitete unter anderem für ein medizinisches Magazin. In den Jahren 1998 bis 1999 war er Berater bei RIA Novosti; von 1999 bis 2004 war er Sprecher des russischen Gesundheitsministeriums und von 2004 bis 2006 des Ministerpräsidenten von Russland. Von 2006 bis 2007 war Scharow stellvertretender Generaldirektor der staatlichen Sendeanstalt WGTRK und von 2007 bis 2008 Vorsitzender der Presseabteilung des Kremls. Darauffolgend wurde er stellvertretender Kommunikationsminister und war ab Mai 2012 bis März 2020 Vorsitzender der Roskomnadsor.

## Sanktionen
Im April 2018 verhängten die Vereinigten Staaten Sanktionen gegen ihn und weitere 23 Russen.